# Vièze
La Vièze est une rivière de Suisse, dans le canton du Valais, affluent du Rhône.

## Hydronymie
L'origine de « Vièze » n'est pas connue. Le nom de la rivière est attesté en 1352 comme « aqua Viesie ». Jules Guex (de) se base sur une mention sous la forme « Viège » en 1696 pour donner comme origine le radical préceltique « Wes » signifiant « nourricière », mais cette hypothèse ne correspond pas à la première forme attestée,.

## Géographie

### Cours
Elle coule au fond du val d'Illiez pour rejoindre le Rhône au niveau de la commune de Monthey. Elle prend sa source au-dessus de Champéry, vers la Berthe, l'arête de Berroi et le col de Cou (à l'ouest-sud-ouest de Champéry), au nord des Portes du Soleil pour la Vièze de Morgins.

Cours de la Vièze
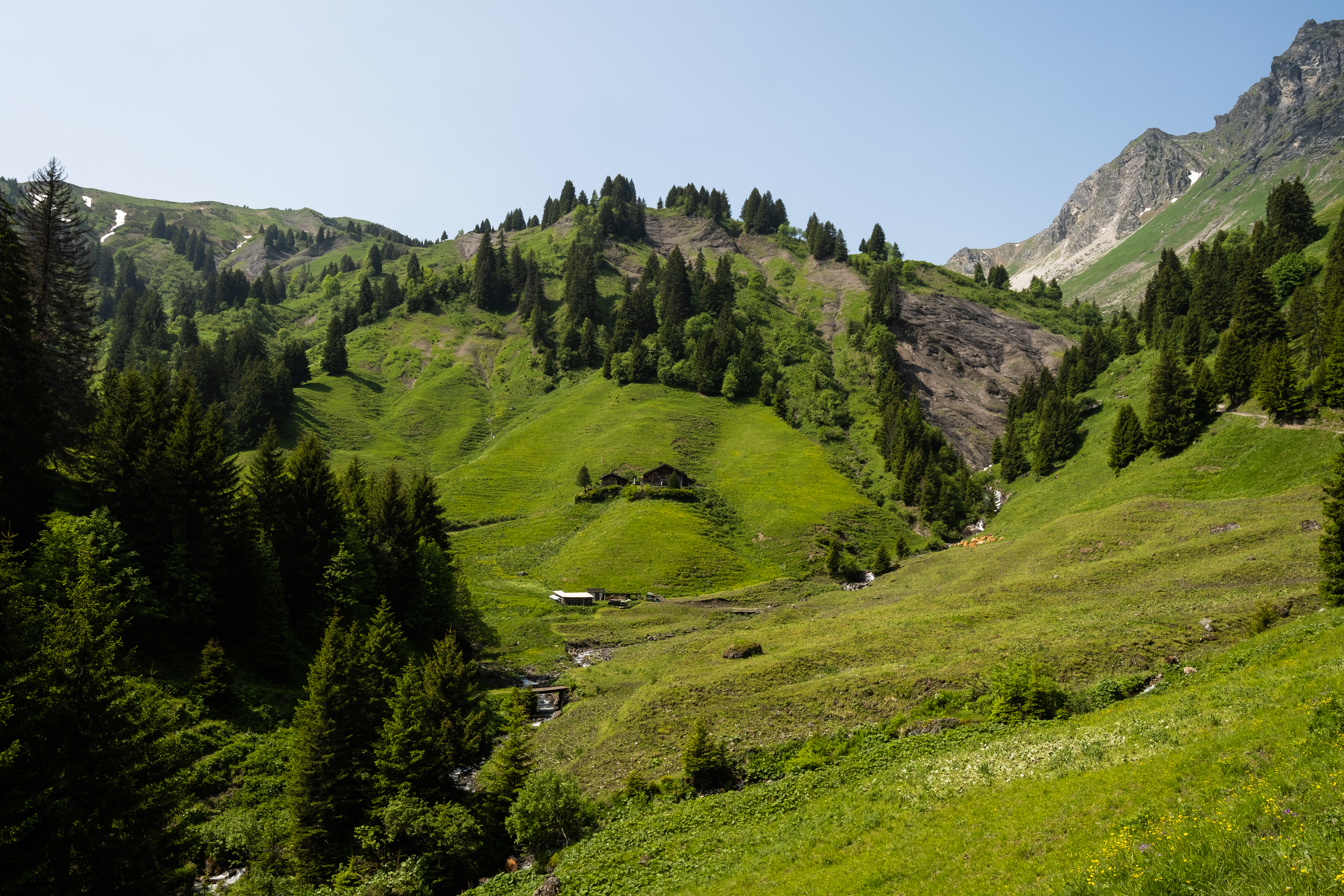
La Vièze aux Boutiers, dans les hauts de Champéry.
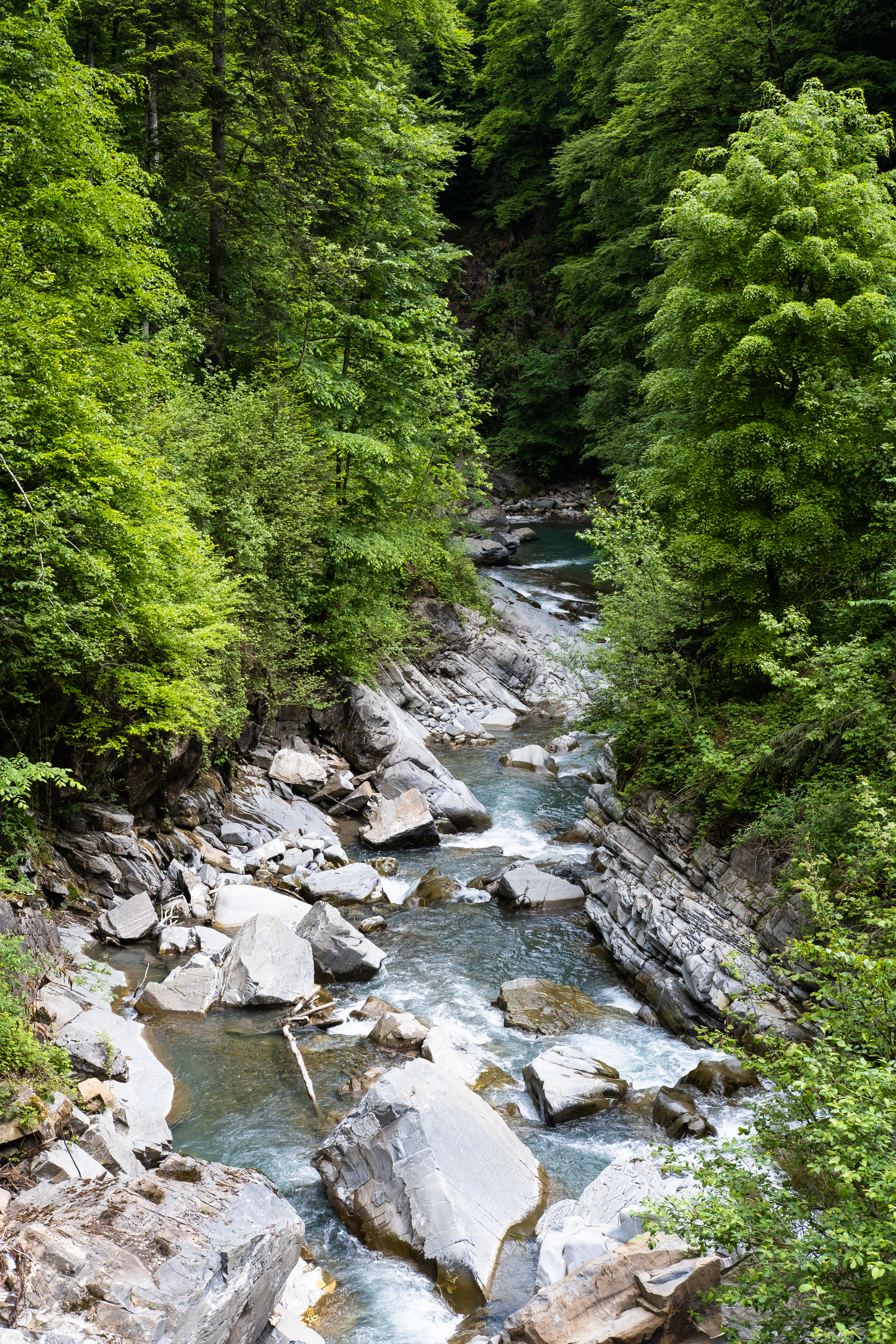
Vue du pont du Diable de Troistorrents.
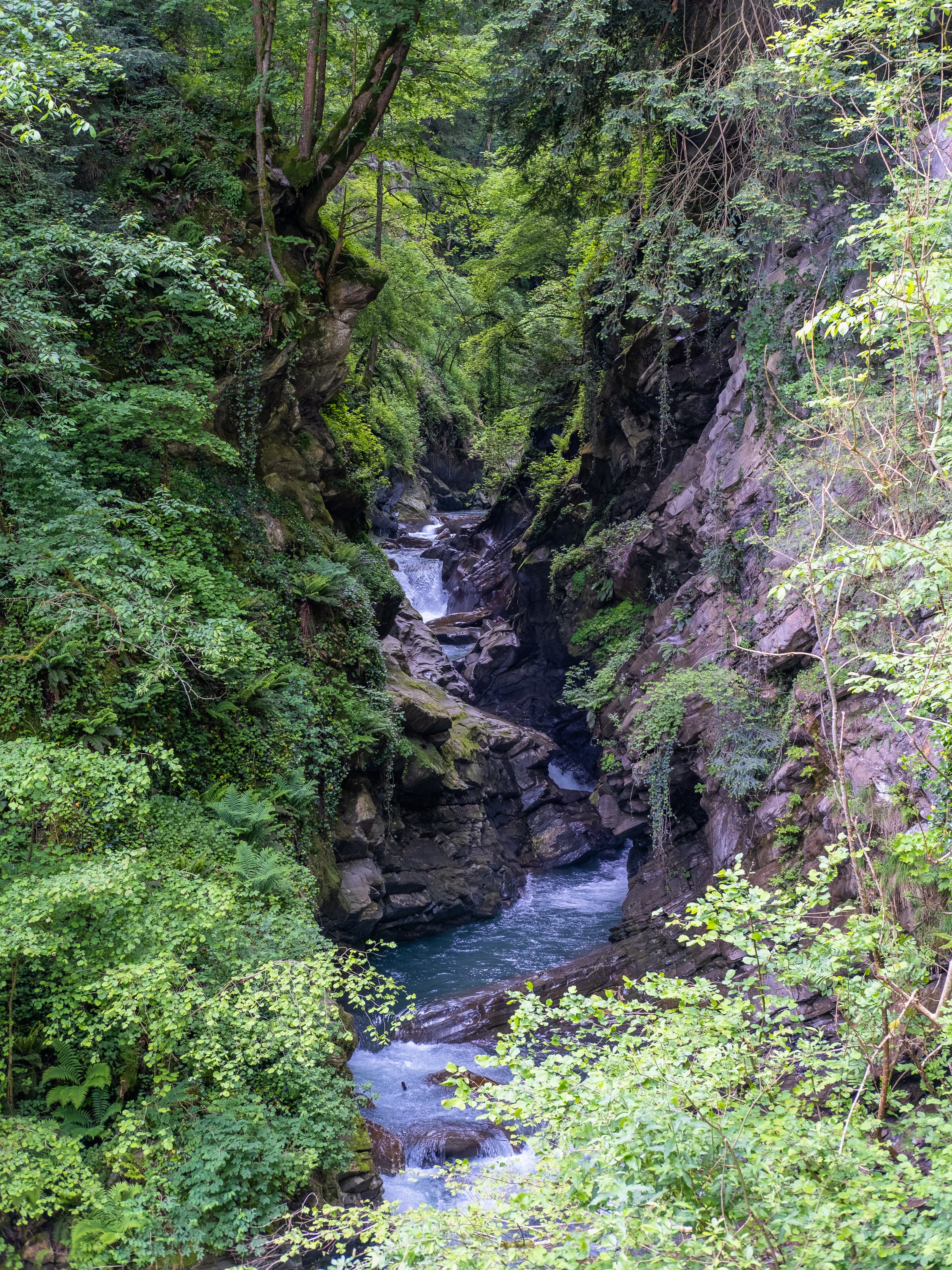
Les gorges de la Vièze.
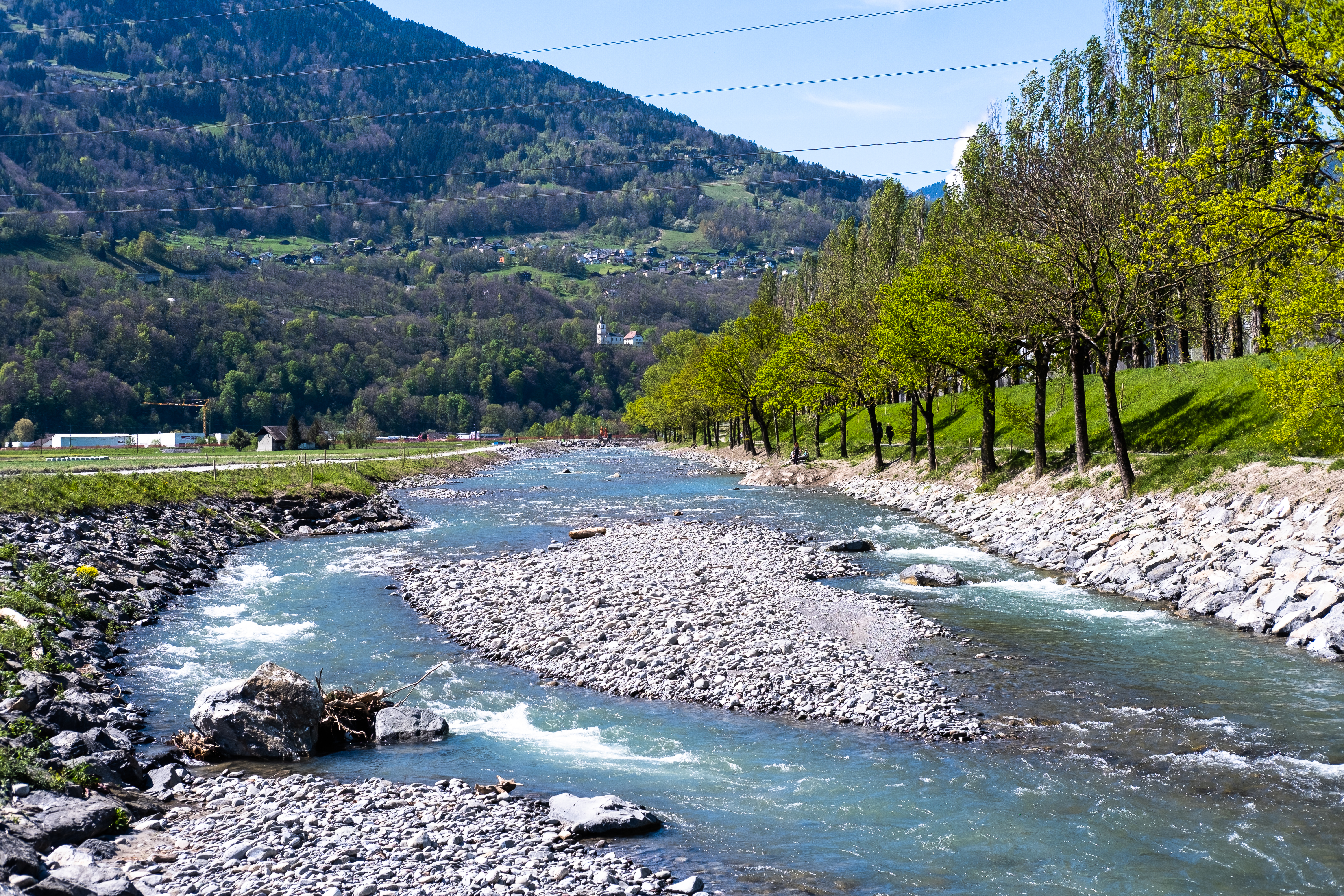
À Monthey.
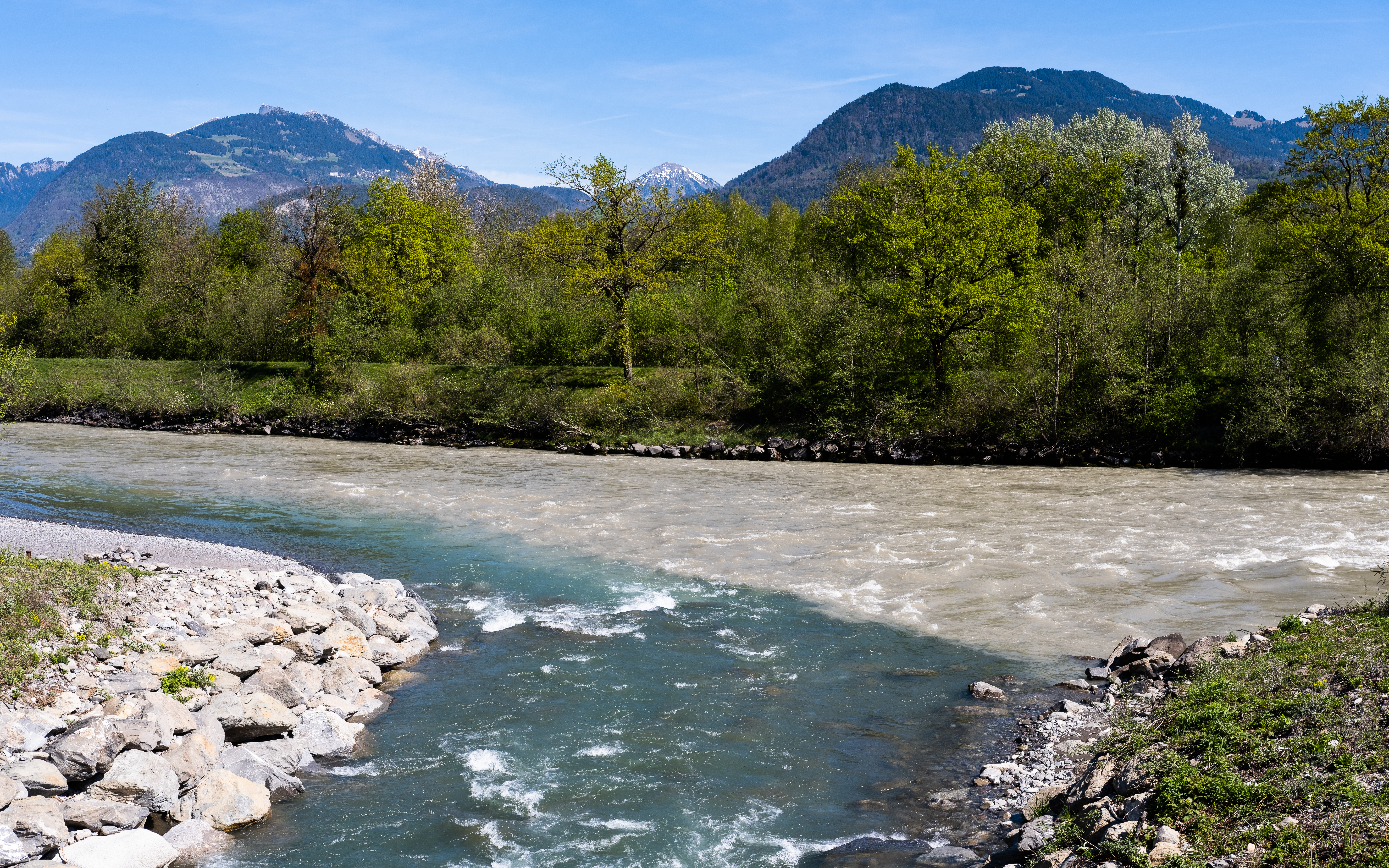
Embouchure avec le Rhône.

### Hydrologie
Le bassin versant de la Vièze couvre une surface de 142,9 km2. Le bassin de la Vièze de Morgins représente 25,8 km2 de cette surface. Le bassin versant de la Vièze se situe entre 3 202 et 387 m. Son altitude moyenne est de 1 613 m. La surface du bassin versant comprend 36 % de forêts (dont 19 % de conifères et 16 % de forêts mixtes), 35 % de végétation herbacée, 12 % de rochers, 6 % de zones humides, 6 % de zones urbanisées, 3 % de roches meubles et 2 % de glaciers.
Sur la période 1981-2010, la pluviométrie annuelle moyenne sur le bassin versant est de 1 727 mm/an, avec une augmentation des précipitations moyennes avec l'altitude. Le mois de décembre est celui qui connaît les plus fortes précipitations, avec une moyenne de 162 mm, et le mois de mai est celui avec le plus grand équivalent en eau de la neige avec 287 mm.
La Vièze a plusieurs régimes hydrologiques : après la confluence avec La Saufla jusqu'à Val-d'Illiez son régime est glacio-nival, puis depuis ce point jusqu'à sa jonction avec la Vièze de Morgins son régime est nivo-glaciaire. Ensuite, son régime est nival alpin jusqu'à ce qu'elle se jette dans le Rhône. Le nombre de Strahler de la Vièze est de 5.

## Ponts et chapelle
Un pont de bois couvert, construit en 1809, traverse la rivière. La chapelle Notre-Dame-du-Pont, érigée au XVIIIe siècle et abritant une Pietà, est à proximité immédiate.

### Pont CFF
En 2025, afin d'apporter une plus grande sécurité face aux crues de la rivière, les CFF remplace l'ancien pont métallique (pont rouge), construite en 1912, par un nouveau pont en béton de 1500 tonnes, long de 40 mètres, pour un coût de 15 millions de francs.